# 붉은 에이리크의 사가
《붉은 에이리크의 사가》(고대 노르드어: Eiríks saga rauða 에이리크스 사가 라우다)는 북미로 탐험을 떠났던 바이킹의 탐험을 그린 사가이다. 이 사가는 붉은 에이리크의 그린란드 유배와 장시간 항해 끝에 항로를 이탈한 레이프 에이릭손의 윈란드 발견 사건들을 연대기로 그리고 있다. 상세한 지리 묘사로 이곳이 오늘 날의 뉴펀들랜드로 추측되고 있으며, 크리스토퍼 콜럼버스의 항해 500년 전에 유럽인에 의한 미국 본토의 최초 발견으로 여겨진다.
이 사가는 《하우크의 서》(Hauksbók, 14세기)와 《스칼홀트의 서》(Skálholtsbók, 15세기) 2개의 판본이 존재하고 있다. 현대의 문헌학자들은 스칼홀츠복 판본이 원판에 비해 훨씬 더 사실성이 높다고 믿고 있다. 오리지널 사가는 13세기에 쓰여진 것으로 추측되고 있다.

## 개요

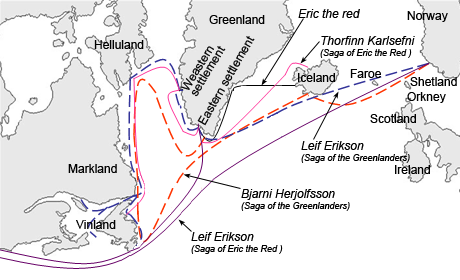
붉은 에이리크 사가, 그린렌딩가 사가에서 언급된 윈란드, 헬루란드, 마크란드의 항로 예상도

붉은 에이리크의 그린란드 정착과 토르핀 칼세프니의 윈란드 탐험을 중심으로 그린 사가이다. 동일한 주제를 다룬 《그뢴렌딩가 사가》에 비해 탐험의 묘사가 구체적이라는 점과 기독교적인 색이 강조되고 있는 점, 거기에 구드리드의 이야기가 중요한 역할을 한다는 점이 특징적이다.
그뢴렌딩가 사가에는 붉은 에이리크 사가에 대한 언급이 있기 때문에, 그뢴렌딩가 사가는 이 사가를 참고했던 것으로 보인다. 그러나 두 곳에 기록되어 있는 내용은 상당히 다르고, 서로 모순되는 점도 있다.

### 에이리크의 그린란드 정착
토르발드 아스발드손과 그의 아들 에이리크는 살인 사건으로 인해 노르웨이에서 추방되어 아이슬란드로 이동한다. 에이리크는 아이슬란에서 또 살인을 해서 추방을 당한다. 그래서 에이리크는 군보른 울프손이 서쪽으로 가다가 목격했다는 육지를 찾아서 그곳에 이주하기로 했다. 그리고 에이리크는 성공적으로 그린란드를 발견하고, 브래타흘리드에 정착했다. 에이리크는 쇼스힐드와 결혼하고, 레이프와 솔스테인이라는 두 형제를 가진다. 솔스테인은 아버지와 함께 그린란드에 살았고, 레이프는 노르웨이 올아프 1세 근처에서 머물렀다.。